# Maniac Butcher
Maniac Butcher fue una banda de black metal originaria de Žatec, República Checa, fundada en 1992 por Vlad Blasphemer y Barbarud Hrom, únicos miembros activos actuales.
La banda ha tenido numerosos miembros a lo largo de su historia, principalmente al rotar músicos de sesión para la grabación de sus trabajos.
La lírica de los temas de la banda hablan sobre la guerra, el satanismo, y la victoria.
Después del fallecimiento de su líder Vlad Blasphemer en 2015, la banda se disolvió.

## Discografía
- 1993 - Immortal Death (demo)
- 1994 - The Incapable Carrion (demo)
- 1995 - Black Horns of Bohemia (split)
- 1995 - Black Horns of Saaz (split)
- 1995 - Barbarians
- 1996 - Lučan-Antikrist
- 1997 - Krvestřeb
- 1997 - Live in Annaberg (Álbum en vivo)
- 1998 - Ćerná Krev
- 1999 - Live in Open Hell (Álbum en vivo)
- 1999 - Invaze
- 1999 - Proti Vsem (split)
- 2000 - Metal From Hell/Chrám Nenávisti (split)
- 2000 - Epitaph - The Final Onslaught of Maniac Butcher
- 2000 - Metal from Hell (EP)
- 2001 - The Beast/Dva tisice let (EP)
- 2002 - The Best of/A Tribute to Maniac Butcher (Álbum recopilatorio)
- 2003 - Immortal Death/The Incapable Carrion (Álbum recopilatorio)
- 2003 - Live in Germany (Álbum en vivo)
- 2005 - Dead But Live - '92-01 (DVD)
- 2007 - The Beast / Dva tisice let (EP)
- 2010 - Masakr